# Glaubenskirche (Berlin-Tempelhof)

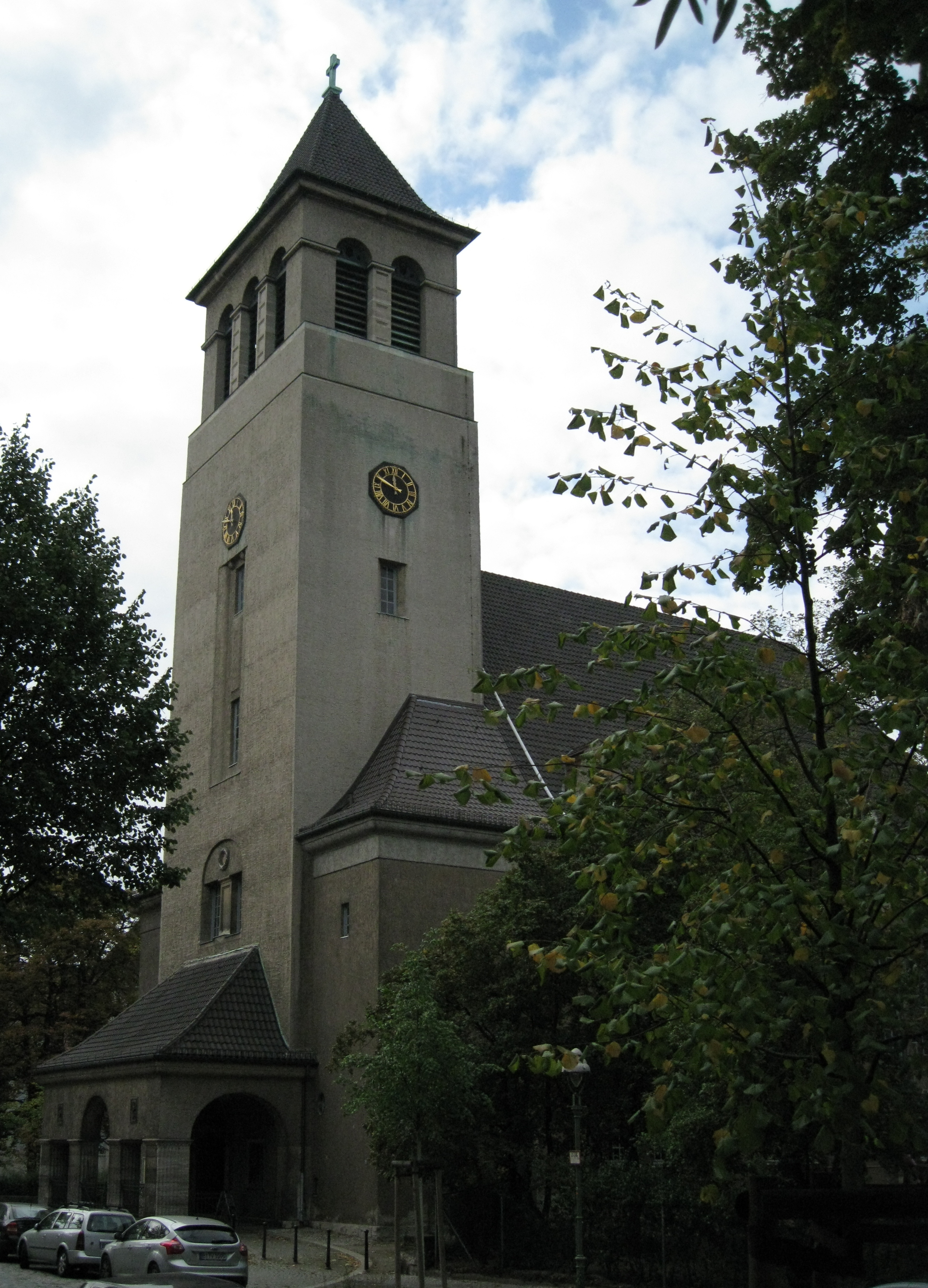
Glaubenskirche Tempelhof

Die Glaubenskirche ist eine evangelische Kirche in der Friedrich-Franz-Straße des Berliner Ortsteils Tempelhof. Der Bauentwurf stammt von den Charlottenburger Architekten Ferdinand Köhler und Paul Kranz, die schon den Bau des gegenüberliegenden Realgymnasiums übernommen hatten. Die im Ersten Weltkrieg erbaute dreischiffige Hallenkirche ist der zeitgenössischen Reformarchitektur zuzurechnen, der verputzte Mauerwerksbau kommt in seiner äußeren Erscheinung ohne historisierendes Dekor aus. Das Gotteshaus steht zusammen mit den Pfarrhäusern und dem Gemeindehaus unter Denkmalschutz.

## Geschichte
Mitte des 19. Jahrhunderts begann die Urbanisierung der Feldmark, vom Jahr der Reichsgründung bis 1900 stieg die Zahl der Einwohner in der Berliner Umlandgemeinde Tempelhof von 1417 auf 9991. Am 12. Februar 1892 wurde Tempelhof aus der Kirchengemeinde Britz ausgepfarrt und damit selbstständig. 1894 regten der Pfarrer von Tempelhof und 1895 auch die Kirchenbehörde den Bau einer zweiten größeren Kirche neben der alten Dorfkirche Tempelhof an. Im Jahr 1901 lag das Patronat bei der Tempelhofer Terraingesellschaft, die ein Grundstück an der Kaiserin-Augusta-Straße Ecke Friedrich-Franz-Straße für den Bau von Kirche und Gemeindehaus im Tausch gegen die Ablösung des Patronats zur Verfügung stellte. 1903 wurde ein Kirchenbauverein gegründet, zwei Jahre später beschloss der Gemeindekirchenrat den Bau einer zweiten Tempelhofer Kirche.
Am 29. März 1914 erfolgte die Grundsteinlegung, am 29. August 1915 die Kirchweihe. Während der Bauphase hatte der Erste Weltkrieg begonnen. Die Fenster sollten ursprünglich zur ewigen Erinnerung an diese angeblich große Zeit heroisch gestaltet werden, letztlich wurden friedliche Motive verwendet. Auch die Namensgebung der Kirche war umstritten. Zunächst favorisierte der patriotische Gemeindekirchenrat Siegeskirche oder Kreuzritterkirche, es wurde dann allerdings der neutrale Name Glaubenskirche gewählt.
Die Turmuhr konnte 1915 nur mit Zeigern aus Holz fertiggestellt werden. Das Kupferdach wurde 1918 als Metallspende des deutschen Volkes zur Umarbeitung in Kriegsgerät beschlagnahmt und durch Ziegel ersetzt.
Der Zweite Weltkrieg hinterließ auch wieder Schäden am Kirchengebäude: Am 30. Januar 1944 fielen bei einem alliierten Luftangriff Brandbomben und Luftminen auf das Dach, doch Mauerwerk und Decke hielten stand. Die Betondecke hatte alle Brandbomben harmlos ausbrennen lassen. Alle Fenster waren aber durch Luftminen zerstört und es regnete in das Kircheninnere hinein. Nach Kriegsende, im August 1945 erfolgte eine behelfsmäßige Reparatur. Die Fenster wurden 1951 im Jugendstil neu gestaltet. Die Eindeckung der Dächer erfolgte erst 1952. Die Reparatur von Orgel und Turmuhr folgte 1955. Die mit einfachsten Mitteln restaurierte Kirche wurde am 11. September 1955 erneut eingeweiht. In den Jahren 1959 und 1960 wurde die unter Denkmalschutz stehende Kirche teilweise umgebaut.

## Kirchengebäude

### Außenarchitektur
Der zur Friedrich-Franz-Straße offene, platzartige Vorhof ist U-förmig mit der Kirche, drei Pfarrhäusern und dem Gemeindehaus umbaut. Die Kirche hat einen eingezogenen Chor und eine halbrunde Apsis, ihre Seitenwände sind schlicht verputzt und nur durch rechteckige Fensterbahnen gegliedert.
Ursprünglich war ein Turm mit Spitzdach geplant, er sah dem Gemeindekirchenrat nicht genügend großstädtisch aus, deshalb wurde ein vier Meter höherer Turm mit zurückgesetztem Glockengeschoss und Rundbogen-Schallarkaden gebaut, den ein steiles Walmdach bedeckt. Der 50 Meter hohe, querrechteckige Turm mit der offenen Vorhalle aus Kirchheimer Muschelkalk steht an der Straße. Er ist nur im oberen Teil durch Putzstreifen und ein Gurtgesims gegliedert. Im Erdgeschoss des Turmes befindet sich die Eingangshalle.

### Innenarchitektur
Das Mittelschiff der Hallenkirche erhielt eine tonnengewölbte Kassettendecke aus Stahlbeton, die auf kannelierten Pfeilern ruht. Die schmalen Seitenschiffe sind mit Emporen ausgestattet.

## Ausstattung

### Altarbereich, Hauptraum, Fenster und weiteres

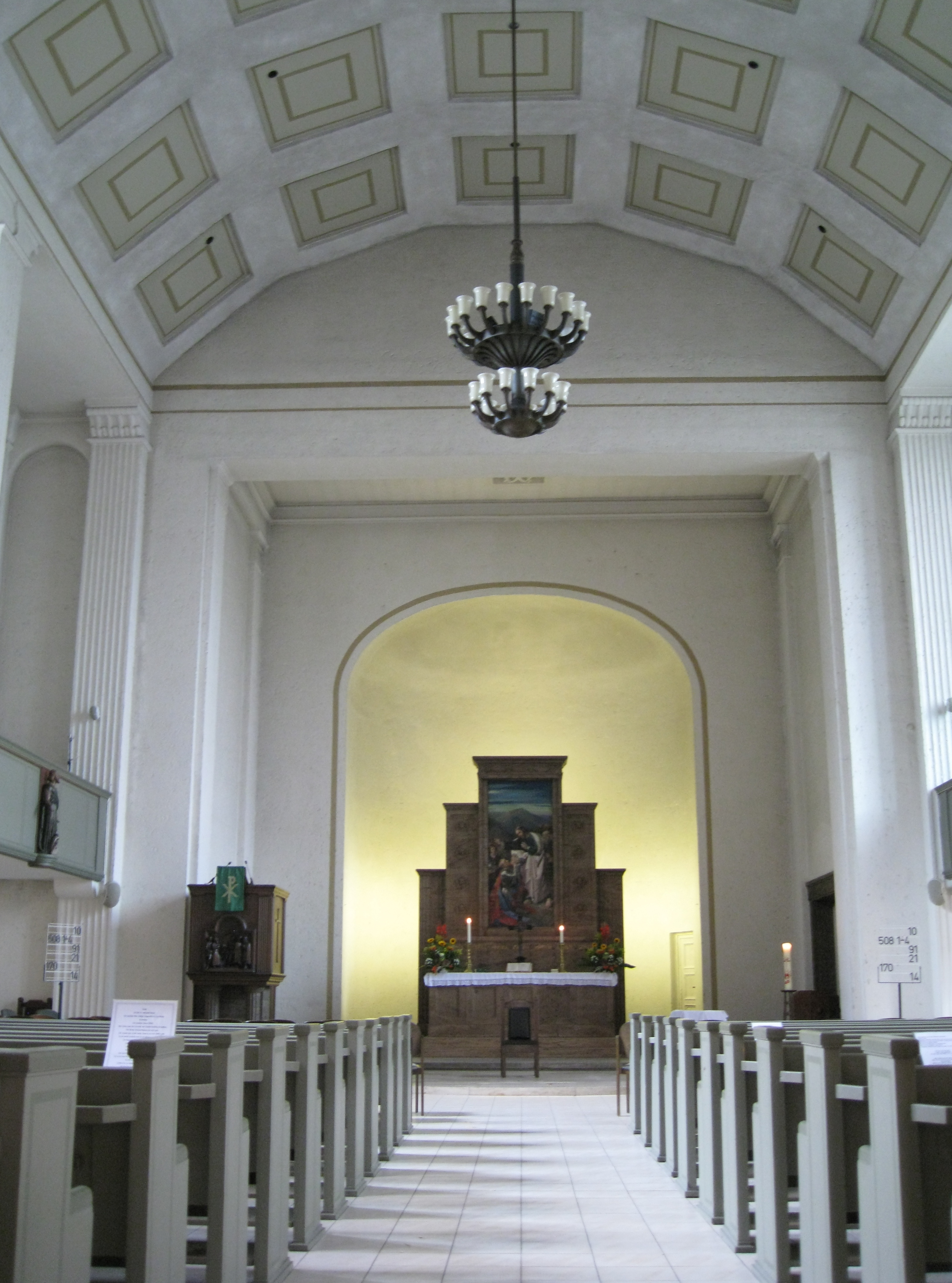
Altarbereich

Vor der Apsis steht der Altar aus geschliffenem Travertin. Das 1915 vom Historien- und Kirchenmaler Ernst Christian Pfannschmidt entworfene mit antikisierenden Elementen gebildete Altarretabel stellt den Hauptmann von Kafarnaum als Held des Glaubens in Anspielung auf den als heldenhaft empfundenen Kampf der deutschen Soldaten im Ersten Weltkrieg dar. Die vom Holzbildhauer Kähler geschaffene Kanzel enthält ein Relief mit der Darstellung der Tempelritter in Tempelhof. Die Zahl ‚1247‘ neben dem Relief bezieht sich auf das Jahr der erstmaligen Erwähnung des Ortes Tempelhof, die Zahl ‚1540‘ auf die Einführung der Reformation.
Die alten Kronleuchter und die Aposteldarstellungen an den Emporenbrüstungen sind erhalten.
Die im Zweiten Weltkrieg zerstörten Fenster wurden 1951/1952 durch Glasfenster mit symbolhaften Zeichen und Bibelzitaten nach einem Entwurf von Egon Stolterfoth ersetzt.

### Orgel

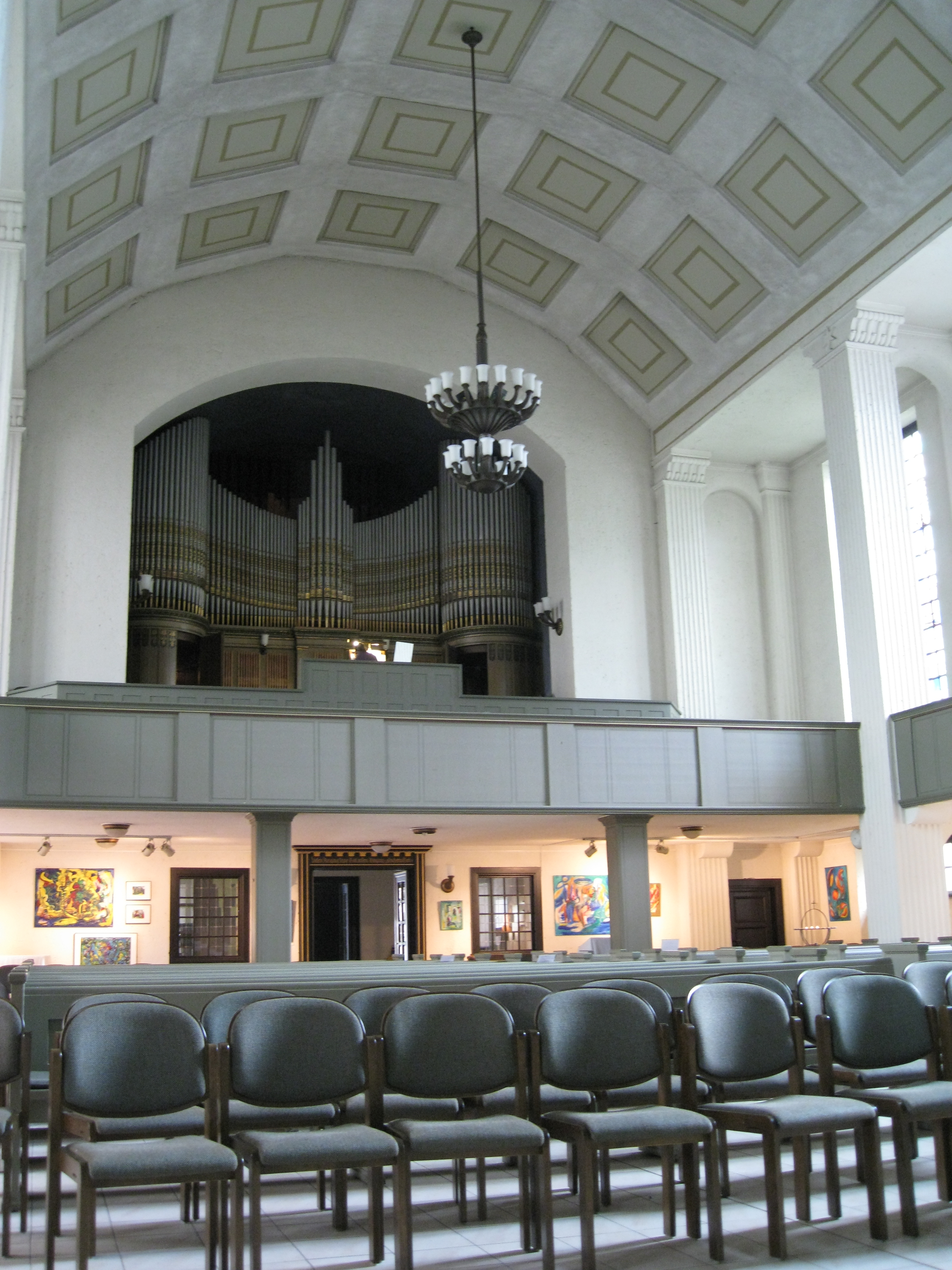
Orgel auf Empore

Die Orgel mit 3573 Pfeifen und 55 Registern wurde von W. Sauer Orgelbau nach dem Vorbild der Konzertorgel in der Breslauer Jahrhunderthalle gebaut und 1915 installiert. Ihre technische Besonderheit, ein Fernwerk mit einem Schallkanal zur Apsis, das ein Echo erzeugen sollte, hat sich nicht bewährt. Aufgrund der Bombenschäden im Zweiten Weltkrieg drang Wasser durch das Schallaustrittsloch in die Apsis, deshalb wurde es geschlossen. Nach Kriegsende (1946, 1948 und 1950) nahmen drei Orgelbaufirmen Reparaturen und Veränderungen an dem Instrument vor. Im Jahr 1960 änderte die Firma Walcker aus Ludwigsburg die Disposition, 1975 erfolgte eine erneute Reparatur durch die Berliner Orgelfirma Stephan Arndt, im Jahr 1991 setzte die Potsdamer Firma Alexander Schuke die Orgel (bisher) letztmals instand. Eine erneute Instandsetzung und Restaurierung der Orgel mit Wiederherstellung des einzigen noch in Berlin und Brandenburg erhaltenen Fernwerkes erfolgte in den Jahren 2021–2024 durch die Orgelwerkstatt Christian Scheffler.
Die Orgel verfügt seitdem wieder wie ursprünglich über 55 Register, verteilt auf drei Manuale und Pedal. Vor der Restaurierung (1960–2024) lautete die Disposition wie folgt:
| I Hauptwerk C–c4 |              |         |
| 01.              | Prinzipal    | 16′     |
| 02.              | Prinzipal    | 08′     |
| 03.              | Konzertflöte | 08′     |
| 04.              | Bordun       | 08′     |
| 05.              | Gemshorn     | 08′     |
| 06.              | Oktave       | 04′     |
| 07.              | Rohrflöte    | 04′     |
| 08.              | Quinte       | 02 ⁄3′  |
| 09.              | Oktave       | 02′     |
| 10.              | Mixtur V     | 01 2⁄3′ |
| 11.              | Scharff III  | 02⁄3′   |
| 12.              | Trompete     | 08′     |

| II Oberwerk C–c4 |                |         |
| 13.              | Pommer         | 16′     |
| 14.              | Prinzipal      | 08′     |
| 15.              | Gedeckt        | 08′     |
| 16.              | Quintatön      | 08′     |
| 17.              | Prästant       | 04′     |
| 18.              | Blockflöte     | 04′     |
| 19.              | Quinte         | 02 ⁄3′  |
| 20.              | Piccolo        | 02′     |
| 21.              | Terz           | 01 3⁄5′ |
| 22.              | Mixtur IV      | 01 ⁄3′  |
| 23.              | Quintcimbel II | 01⁄4′   |
| 24.              | Dulcian        | 16′     |
| 25.              | Krummhorn      | 08′     |
|                  | Tremolo        |         |

| III Schwellwerk C–c4 |                   |        |
| 26.                  | Lieblich Gedeckt  | 16′    |
| 27.                  | Pommer            | 08′    |
| 28.                  | Weidenpfeife      | 08′    |
| 29.                  | Prinzipal         | 04′    |
| 30.                  | Nachthorn         | 04′    |
| 31.                  | Superoktave       | 02′    |
| 32.                  | Quinte            | 01 ⁄3′ |
| 33.                  | Sifflöte          | 01′    |
| 34.                  | Mixtur IV         | 02′    |
| 35.                  | Terzcimbel III    | 01⁄4′  |
| 36.                  | Französische Oboe | 08′    |
| 37.                  | Trompete          | 04′    |
|                      | Tremolo           |        |

| Pedalwerk C–f1 |                             |         |
| 38.            | Kontrabass (= Nr. 39+42)    | 32′     |
| 39.            | Prinzipalbass               | 16′     |
| 40.            | Subbass                     | 16′     |
| 41.            | Lieblich Gedeckt (= Nr. 26) | 16′     |
| 42.            | Quinte                      | 10 2⁄3′ |
| 43.            | Oktavbass                   | 08′     |
| 44.            | Gemshorn                    | 08′     |
| 45.            | Oktave                      | 04′     |
| 46.            | Pommer                      | 04′     |
| 47.            | Oktave                      | 02′     |
| 48.            | Mixtur IV                   |         |
| 49.            | Posaune                     | 16′     |
| 50.            | Trompete                    | 08′     |
| 51.            | Clairon                     | 04′     |

- Koppeln: II/I, III/I; III/II; I/P, II/P, III/P

### Geläut
Die Glocken aus Stahlguss – Bronze war im Ersten und Zweiten Weltkrieg der Munitionsfertigung vorbehalten – wurden in der Bauphase beim Bochumer Verein für 14.700 Mark bestellt. Hinzu kamen noch 3.430 Mark für den Glockenstuhl.
| Glocke | Schlagton | Gewicht | Durchmesser | Höhe    | Inschrift |
| ------ | --------- | ------- | ----------- | ------- | --- |
| 1      | c'        | 1810 kg | 1670 mm     | 1350 mm | NUN WIR DENN SIND GERECHT GEWORDEN / DURCH DEN GLAUBEN SO HABEN WIR FRIEDEN / MIT GOTT UNSEREM HERRN JESUM CHRISTUM / Röm. 6,1 |
| 2      | es'       | 1080 kg | 1430 mm     | 1150 mm | DIE LIEBE HÖRET NIMMER AUF. / 1. Kor. 12,6                                                                                     |
| 2      | ges'      | 0870 kg | 1260 mm     | 1050 mm | HOFFNUNG LASST NICHT ZU SCHANDEN WERDEN. / Röm. 5,5                                                                            |

Weil für Gussstahlglocken bei den Behörden kein Interesse bestand, haben die Glocken beide Weltkriege überstanden.

## Pfarrhäuser, Gemeindehaus und Kriegerdenkmal
Die Architekten Bruno Noack und Ludwig Antz entwarfen die drei Pfarrhäuser sowie das Gemeindehaus und leiteten die Bauarbeiten. Die Einweihung erfolgte 1930.
Die Kirchenzubauten bilden mit der auf dem anderen Straßenseite stehenden Schulgebäude ein harmonisches Bauensemble. Die Pfarrhäuser verfügen über weiße Sprossenfenster, die sich in die schlichte verputzte Fassade einfügen. Die Eingänge der beiden traufständigen Pfarrhäuser an der Längsseite des begrünten Hofgeländes sind unter einem Vorbau mit einem steilen Dreiecksgiebel zusammengefasst.
Das dreigeschossige Gemeindehaus steht an der Kaiserin-Augusta-Straße, der größte Saal im zweiten Obergeschoss verfügt über 300 Sitzplätze. Das Bauwerk zeigt ein kräftig gerahmtes Hauptportal, einen Dreiecksgiebel über dem mittleren Fassadenabschnitt und ist mit einem Belvedere-geschmückten Walmdach abgeschlossen.
Zwischen den Fenstern des ersten Obergeschosses sind lebensgroße Skulpturen der vier Evangelisten aus Muschelkalk platziert.
Auf der begrünten Fläche vor der Glaubenskirche steht das 1922 von Richard Bernhardt geschaffene Ehrenmal für die Opfer des Ersten Weltkriegs mit einer knienden Jünglingsskulptur. Es trägt die Inschrift „Sie ruhen / von ihrer Arbeit / denn ihre Werke / folgen ihnen nach.“